# ياسمين فايز
ياسمين فايز توبيلاه (مواليد 17 سبتمبر 1989) هي لاعبة كرة قدم بحرينية تلعب في مركز خط الوسط لصالح النصر.

## المسيرة الكروية
لعبت فايز لصالح نادي المملكة السعودي، وساهمت في فوزه بالدوري. في عام 2022، وقّعت مع نادي النصر السعودي، لتصبح أول لاعبة بحرينية تحترف كرة القدم. وقد اعتُبرت من أهم لاعبات الفريق.

## المسيرة الدولية
حملت فايز على شارة قيادة المنتخب البحريني.

## أسلوب اللعب
وُصفت فايز بأنها "متألقة دائمًا في خط الوسط".